# 시라이시 도모유키
시라이시 도모유키(일본어: 白石 智之, 1993년 6월 10일~)는 일본의 축구 선수이다.

## 구단 경력
그는 2016년 일본 풋볼 리그의 아술 클라로 누마즈에 입단했다. 2016년 일본 풋볼 리그 3위를 기록하여 J3리그로 승격했다. 2018년부터 2019년까지 J3리그의 그루자 모리오카와 카탈레 도야마에서 뛰었다. 2020년 J2리그의 더스파구사쓰 군마로 이적했다. 2023년까지 65경기에 출전하여, 4득점을 넣었다. 2024년 일본 풋볼 리그의 레일락 시가 FC로 이적했다.